# ソルティ・ドッグ (アルバム)
『ソルティ・ドッグ』（原題：A Salty Dog）は、イギリスのプログレッシブ・ロック・バンド、プロコル・ハルムが1969年に発表した3作目のスタジオ・アルバム。

## 背景
本作の制作直後の1969年3月、マシュー・フィッシャーとデイヴィッド・ナイツがバンドを脱退し、その後にプロコル・ハルムの前身であるパラマウンツのメンバーであったクリス・コッピングが、オルガンとベースの兼任プレイヤーとして加入した。ただし、フィッシャーは1990年代の再結成に参加し、2004年の再脱退まで在籍した。
のちのリマスターCDにボーナス・トラックとして追加収録された「ロング・ゴーン・ジーク」は、元々はシングル「ソルティ・ドッグ」のB面曲として発表された。

## 反響・評価
アメリカのBillboard 200では32位に達し、前作『月の光』（1968年）に続く自身2作目の全米トップ40アルバムとなった。
バンドの母国イギリスでは、先行シングル「ソルティ・ドッグ」が全英シングルチャートで最高44位を記録。続いて本作が発売されると、バンド初の全英アルバムチャート入りを果たし、最高27位を記録した。なお、1972年にはデビュー・アルバム『青い影』（1967年）と本作を抱き合わせた2枚組LPがフライ・レコードから発売されており、全英アルバムチャートではオリジナル・リリース時を上回る26位に達した。
ノルウェーのアルバム・チャートでは4週連続でトップ20入りし、最高19位を記録した。
Bruce Ederはオールミュージックにおいて5点満点中4.5点を付け、タイトル曲に関して「プログレッシブ・ロック界における最上の曲の一つ」、「ジューシー・ジョン・ピンク」に関して「戦前のカントリー・ブルースのスタイルによる素晴らしい曲」、「十字架への流れ」に関して「オーティス・レディング的なスタイルの物凄いソウル」、「巡礼者の道」に関して「技巧的なキーボードの練習曲」と評している。

## 収録曲
全曲とも作詞はキース・リードによる。

### オリジナル
Side 1
1. ソルティ・ドッグ "A Salty Dog" – 4:41
  - 作曲：ゲイリー・ブルッカー
2. 自然への愛 "The Milk of Human Kindness" – 3:44
  - 作曲：ゲイリー・ブルッカー
3. トゥー・マッチ "Too Much Between Us" – 3:43
  - 作曲：ゲイリー・ブルッカー、ロビン・トロワー
4. カンサスからやってきた悪魔 "The Devil Came from Kansas" – 4:36
  - 作曲：ゲイリー・ブルッカー
5. ボーダム "Boredom" – 4:33
  - 作曲：ゲイリー・ブルッカー、マシュー・フィッシャー

Side 2
1. ジューシー・ジョン・ピンク "Juicy John Pink" – 2:05
  - 作曲：ロビン・トロワー
2. 宵の明星 "Wreck of the Hesperus" – 3:47
  - 作曲：マシュー・フィッシャー
3. 果てしなき希望 "All This and More" – 3:47
  - 作曲：ゲイリー・ブルッカー
4. 十字架への流れ "Crucifiction Lane" – 4:55
  - 作曲：ロビン・トロワー
5. 巡礼者の道 "Pilgrim's Progress" – 4:31
  - 作曲：マシュー・フィッシャー

### 1999年リマスターCDボーナス・トラック
1. ロング・ゴーン・ジーク "Long Gone Geek" – 3:09
  - 作曲：ゲイリー・ブルッカー、マシュー・フィッシャー
2. 果てしなき希望 [テイク1] "All This and More [Take 1]" – 4:11
  - 作曲：ゲイリー・ブルッカー
3. 自然への愛 [テイク1] "The Milk of Human Kindness [Take 1]" – 3:56
  - 作曲：ゲイリー・ブルッカー
4. 巡礼者の道 [テイク1] "Pilgrim's Progress [Take 1]" – 3:13
  - 作曲：マシュー・フィッシャー
5. マクレガー "McGregor" – 2:46
  - 作曲：ゲイリー・ブルッカー
6. スティル・ゼアル・ビー・モア [テイク8] "Still There'll Be More [Take 8]" – 5:02
  - 作曲：ゲイリー・ブルッカー

## パーソネル
演奏者
- ゲイリー・ブルッカー - リード・ボーカル（A1-4, B1, B3）、ピアノ、チェレステ、ベル、ハーモニカ、ギター、木管楽器、バッキング・ボーカル（A2, A5, B5）
- マシュー・フィッシャー - ハモンドオルガン、リード・ボーカル（A5, B2, B5）、ピアノ、マリンバ、リズムギター
- ロビン・トロワー - リードギター、リード・ボーカル（B4）、タンブリン
- デイヴィッド・ナイツ - ベース
- B.J.ウィルソン - ドラムス、コンガ、タブラ
- キース・リード - 作詞
- John "Kellogs" Kalinowski - ホイッスル

スタッフ
- マシュー・フィッシャー - プロデューサー
- ケン・スコット - エンジニア（A1-5, B3-5）
- イアン・スチュワート - エンジニア（B1）
- ヘンリー・レヴィー - エンジニア（B2）
- ディッキンソン - カバー・アート

## カヴァー
- ソルティ・ドッグ
  - サラ・ブライトマン - アルバム『ダイヴ』（1993年）に収録[10]。
  - スティクス - カヴァー・アルバム『Big Bang Theory』（2005年）に収録[11]。
- トゥー・マッチ
  - ジュールズ・シアー（英語版） - アルバム『Sayin' Hello to the Folks』に収録[12]。
- カンサスからやってきた悪魔
  - Yusuf - アルバム『Tell 'Em I'm Gone』（2014年）に収録[13]。